# Уэверли (Флорида)
Уэверли (англ. Waverly) — статистически обособленная местность, расположенная в округе Полк (штат Флорида, США) с населением в 1927 человек по статистическим данным переписи 2000 года.

## География
По данным Бюро переписи населения США статистически обособленная местность Уэверли имеет общую площадь в 9,06 квадратных километров, водных ресурсов в черте населённого пункта не имеется.
Статистически обособленная местность Уэверли расположена на высоте 39 м над уровнем моря.

## Демография
По данным переписи населения 2000 года в Уэверли проживало 1927 человек, 603 семьи, насчитывалось 864 домашних хозяйств и 1178 жилых домов. Средняя плотность населения составляла около 212,69 человек на один квадратный километр. Расовый состав населённого пункта распределился следующим образом: 69,64 % белых, 25,53 % — чёрных или афроамериканцев, 0,16 % — коренных американцев, 0,16 % — азиатов, 0,26 % — выходцев с тихоокеанских островов, 1,19 % — представителей смешанных рас, 3,06 % — других народностей. Испаноговорящие составили 4,51 % от всех жителей статистически обособленной местности.
Из 864 домашних хозяйств в 15,3 % воспитывали детей в возрасте до 18 лет, 56,6 % представляли собой совместно проживающие супружеские пары, в 10,2 % семей женщины проживали без мужей, 30,2 % не имели семей. 27,5 % от общего числа семей на момент переписи жили самостоятельно, при этом 18,5 % составили одинокие пожилые люди в возрасте 65 лет и старше. Средний размер домашнего хозяйства составил 2,23 человек, а средний размер семьи — 2,65 человек.
Население статистически обособленной местности по возрастному диапазону по данным переписи 2000 года распределилось следующим образом: 18,4 % — жители младше 18 лет, 5,4 % — между 18 и 24 годами, 16,2 % — от 25 до 44 лет, 20,9 % — от 45 до 64 лет и 39,0 % — в возрасте 65 лет и старше. Средний возраст жителей составил 56 лет. На каждые 100 женщин в Уэверли приходилось 91,2 мужчин, при этом на каждые сто женщин 18 лет и старше приходилось 87,7 мужчин также старше 18 лет.
Средний доход на одно домашнее хозяйство статистически обособленной местности составил 23 720 долларов США, а средний доход на одну семью — 30 382 доллара. При этом мужчины имели средний доход в 21 853 доллара США в год против 24 931 доллар среднегодового дохода у женщин. Доход на душу населения статистически обособленной местности составил 23 720 долларов в год. 13,5 % от всего числа семей в населённом пункте и 15,2 % от всей численности населения находилось на момент переписи населения за чертой бедности, при этом 29,6 % из них были моложе 18 лет и 2,7 % — в возрасте 65 лет и старше.